# Das Doppelleben des Herrn Mitty
Das Doppelleben des Herrn Mitty (Originaltitel: The Secret Life of Walter Mitty) ist eine US-amerikanische Filmkomödie des Regisseurs Norman Z. McLeod aus dem Jahr 1947 mit Danny Kaye, Virginia Mayo und Boris Karloff in den Hauptrollen. Der Film wurde von der Samuel Goldwyn Company nach der Story Walter Mittys Geheimleben von James Thurber produziert. 2013 wurde mit Das erstaunliche Leben des Walter Mitty eine Neuverfilmung produziert.

## Handlung
Walter Mitty arbeitet als Lektor bei Pierce Publishing, einem Verlag für Schauerromane. Er ist ein wohlbehütetes Muttersöhnchen. Mutter Eunice liest ihm jeden Wunsch von den Lippen ab, schnürt ihn jedoch in seiner Entfaltung sehr ein. Ebenso ergeht es ihm mit seiner herrischen Freundin Gertrude. Walter ist jedoch im Leben ein Feigling und weiß den Damen nicht zu entkommen. Nur in seinen Tagträumen wird Walter zum Helden und erlebt die tollkühnsten Abenteuer. Bruce Pierce ist Walters Chef und benutzt Walters Träume und Ideen für die Geschichten, die er veröffentlicht. Komplizierter wird Walters Leben, als er beginnt, seine Träume und die Realität nicht mehr auseinanderhalten zu können. Als er sich in die attraktive Rosalind verliebt, kann er seinen Widersacher Tubby Wadsworth nur in seinen Träumen bezwingen. Als er tatsächlich in eine Kriminalgeschichte verwickelt wird, kann er Rosalind schließlich retten. Die Gangster werden verhaftet, Walter gewinnt Rosalinds Herz und den Respekt seiner Mitmenschen.

## Kritiken
„Der Lektor eines Verlags für Schauerromane, ein schüchternes Muttersöhnchen, steigert sich zwischen Traum und Wirklichkeit in tollkühne Liebes- und Kriminalabenteuer hinein, die ihn fast ins Irrenhaus bringen. Sehr frei nach einer Story von James Thurber gestaltete Grotesk-Komödie mit Witz, Hintersinn und Danny Kaye in einer Bombenrolle.“

## Produktionsnotizen
Die musikalische Leitung hatte Emil Newman. Der Tonschnitt stammt von Fred Lau. Die Kostüme lieferte Irene Sharaff, das Szenenbild schufen Perry Ferguson und George Jenkins. Robert Stephanoff sowie Marie Clark zeichneten für Masken und Frisuren verantwortlich. Die Bauten entwarf Casey Roberts. Die Produktionsleitung hatte Leon Fromkess.